# Béton cyclopéen

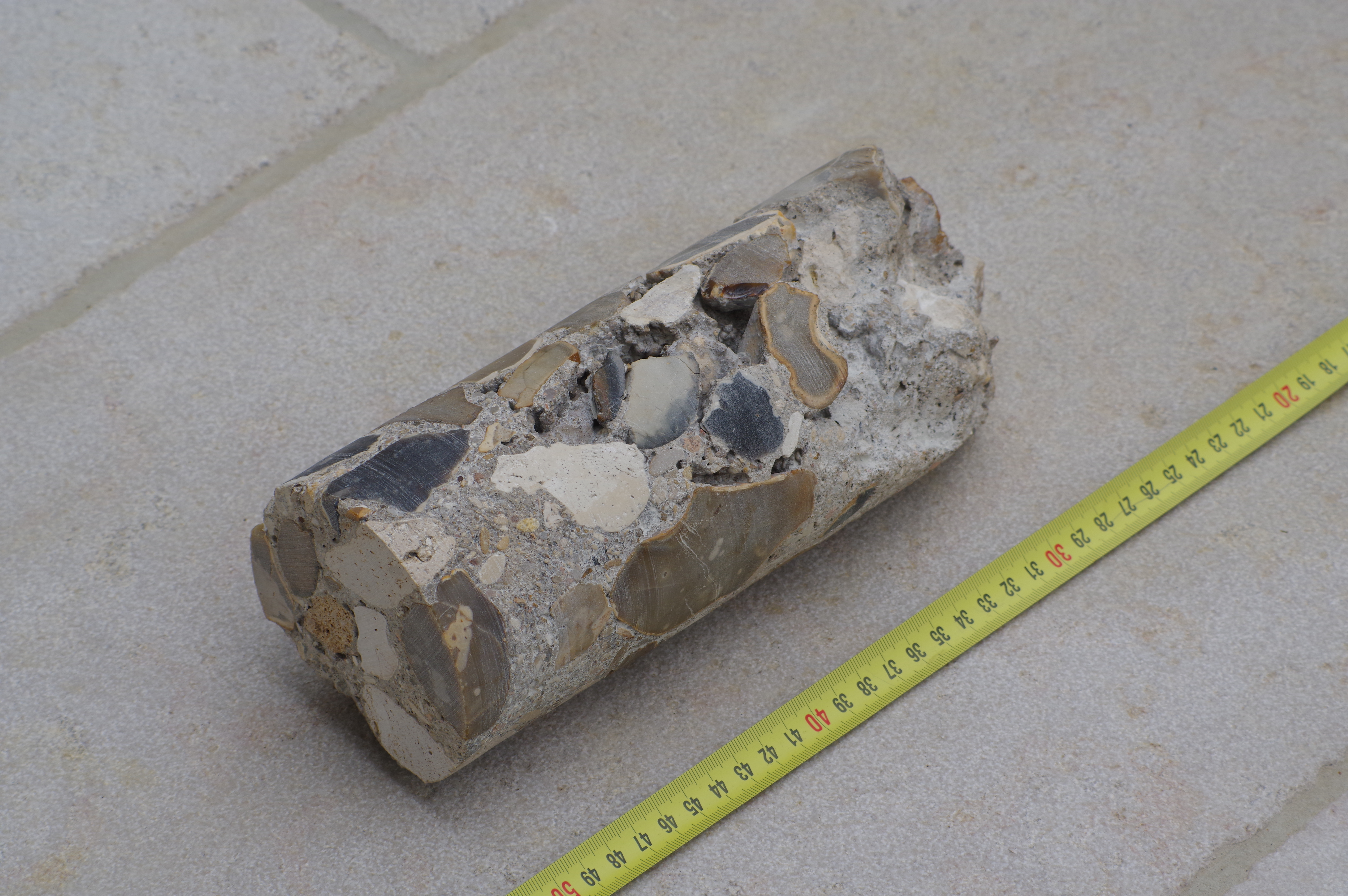
Carottage dans un mur de soutènement.

Le béton cyclopéen ou gros béton est un béton contenant des gros blocs de pierre, des moellons, des galets, etc. 

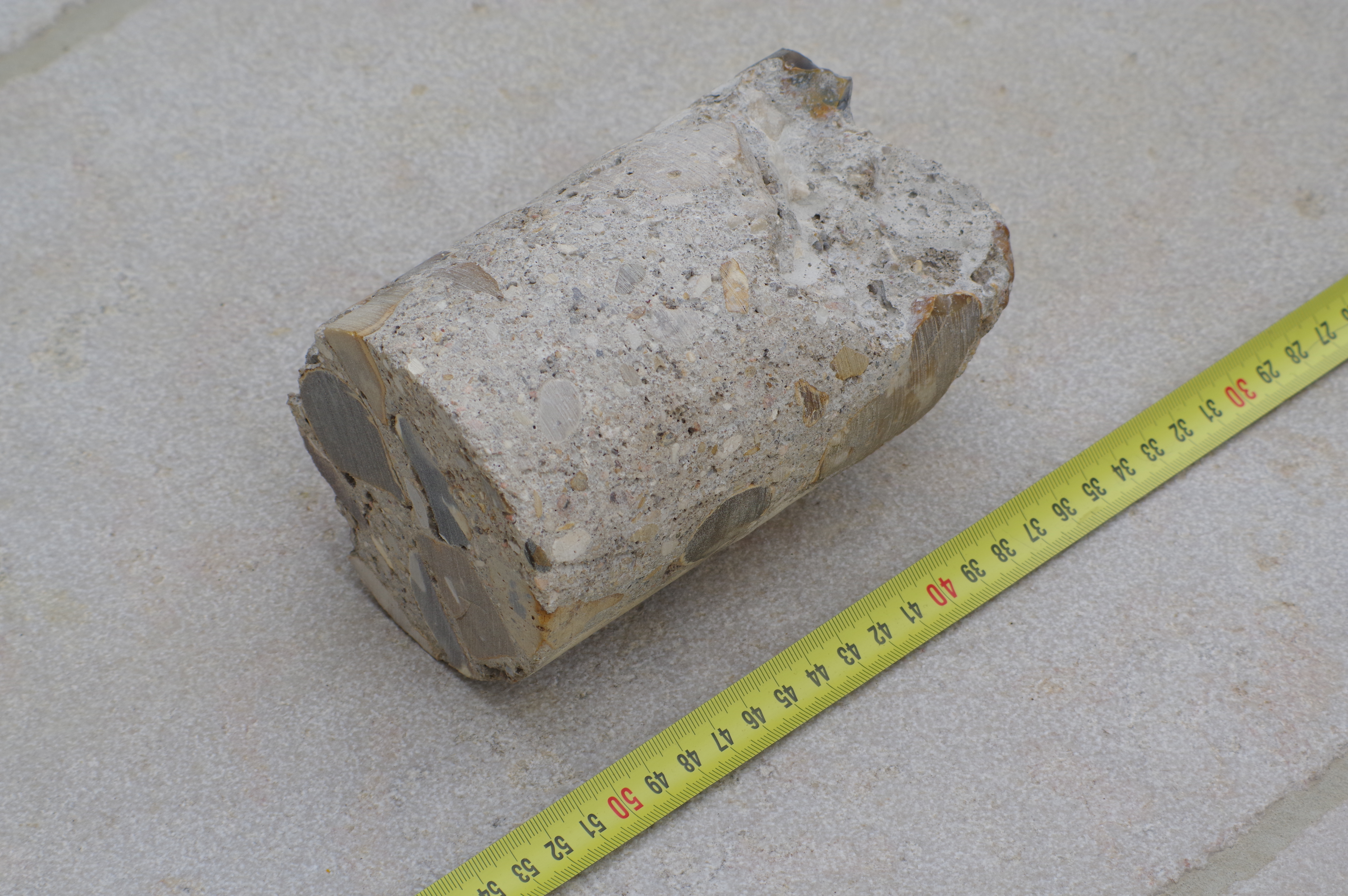
Ségrégation dans un béton cyclopéen malgré la présence de granulats en quantité suffisante.

Il est généralement utilisé pour de gros volumes ne demandant pas de résistance mécanique élevée (ouvrage massif de fondation, remplissage, mur de soutènement de forte section par exemple). En outre il nécessite un matériel de malaxage adapté.
Contrairement au béton armé courant dont la taille des granulats est de l'ordre de 3 à 4 centimètres, il est courant d'avoir des granulats dont les plus gros diamètres varient entre 10 et 20 centimètres. La taille des granulats rend difficile un mélange homogène. Il est fréquent de rencontrer de la ségrégation dans les ouvrages d'avant 1940 ; période pendant laquelle l'usage d'armatures avec le béton n'était pas encore généralisé.
Le béton cyclopéen n'est pas armé. Il peut malgré tout reprendre des efforts de flexion (efforts repris par des armatures dans le béton armé) grâce à ses dimensions massives. Un mur de soutènement d'environ 5 mètres de hauteur a couramment une épaisseur en pied dépassant le mètre d'épaisseur. Les efforts de traction dues à la flexion sont fortement réduits par l'épaisseur du mur et son poids propre.